# 北海道日高高等学校
北海道日高高等学校（ほっかいどうひだかこうとうがっこう、英称：Hokkaido Hidaka High School）は、北海道沙流郡日高町にある公立（町立）の高等学校。

## 概要
定時制の普通科のみ設置。大半の生徒は昼間に日高町教育委員会の主催する社会教育事業「産業学習推進制度」を受講している。

## 沿革
- 1949年 - 北海道立静内農業高等学校（現在の北海道静内高等学校）の日高分校として開校。
- 1953年 - 北海道日高高等学校として独立。